# نبرد فریتوال
نبرد فریتوال (انگلیسی: Battle of Fréteval)، نبردی است در سال ۱۱۹۴ بین فیلیپ دوم فرانسه و ریچارد یکم انگلستان که با پیروزی ریچارد و نیروهایش همراه بود که فیلیپ مجبور به عقب‌نشینی به سمت پاریس شد. این جنگ، آخرین جنگ ریچارد قبل از مرگش در سال ۱۱۹۹ بود.